# LeToya Luckett
LeToya Nicole Luckett-Walker (Houston, 11 de Março de 1981), conhecida profissionalmente como LeToya, é uma cantora, compositora, atriz e produtora musical estadunidense. Ela originalmente era integrante do grupo musical feminino estadunidense de R&B, Destiny's Child com qual ela ganhou dois Grammys e depois de ter ajudado o grupo a consolidar-se no mercado musical, foi expulsa do grupo.
Após conseguir um contrato com a gravadora Capitol Records, ela conseguiu um breve sucesso em sua carreira solo. Seu álbum de lançamento, LeToya (2006), foi n.º 1 no U.S. Billboard 200 em Julho de 2006 e foi certificado platina pelo RIAA em Dezembro de 2006. Com o single, "Torn", conseguiu bater recordes no show do BET, 106 & Park. Ela também foi nomeada "Uma das melhores artistas de 2006" pelo website AOL e "Top Compositora de 2006" pela ASCAP. O segundo álbum de LeToya Luckett, Lady Love, que estava previsto para ser lançado em 2007 e foi lançado em novembro de 2009.

## Biografia

### Infância e Adolescência
Luckett é Evangélica. Nasceu e foi criada em Houston, Texas, e cresceu cantando na Igreja Batista local, onde ela tinha aulas de canto para se tornar uma cantora de ópera. Seu pai, também cantor, tinha muito orgulho do talento de sua filha e tentava divulgar seu nome no mundo da música. LeToya é a mais velha de uma família de dois filhos: ela tem um irmão mais novo chamado Gavin. LeToya teve a oportunidade de cantar seu primeiro solo na igreja com cinco anos de idade. “A moça simplesmente me deu o microfone num Domingo e eu cantei”, ela relembra. Logo depois, ela entrou para o coral infantil e passou a se apresentar em peças de sua escola. Um dia, ela ia para sua mesa na sala e encontrou uma garota sentada em seu lugar. Luckett pediu a professora para que tirasse de seu lugar a menina, que se chamava Beyoncé Knowles. Knowles e Luckett tornaram-se grandes amigas mais tarde, e daí surgiu o convite para entrar para o grupo de Beyoncé as jovens cantoras se juntaram e formaram o grupo feminino Girl's Tyme, que era formado por sete garotas, entre elas Nina, Nicki, Ashley, Kelly, LeToya e LaTavia
. O produtor de R&B Arne Frager, depois de ver o desempenho das jovens cantoras, as convidou para gravar em seu estúdio o The Plant Recording Studios, no norte da Califórnia. O grupo cantou pela primeira vez no Star Search, um respeitado show de talentos da televisão americana, mas a apresentação acabou se tornando o primeiro fracasso de sua carreira.
Para gerenciar o grupo, seu pai, que na época era um vendedor de equipamentos médicos, deixou o seu emprego em 1995.[37] Depois que seu pai saiu de seu emprego, o rendimento financeiro de sua família diminuiu, forçando seus pais a viverem em apartamentos separados.[29] Em 1995, com o fim do grupo Girl's Tyme, o Destiny's Child assina contrato com a gravadora Elektra Records, mas acaba saindo da gravadora antes de lançar um álbum de estreia. Em 1996, o grupo assinou contrato com a gravadora Columbia Records e, um ano mais tarde, lança a sua primeira música de trabalho, "No, No, No", que alcançou a terceira posição na Billboard Hot 100.

## Carreira Artística

### 1997-2000 Destiny’s Child
Em 1993, LeToya Luckett uniu-se a Beyoncé Knowles, LaTavia Roberson e Kelly Rowland para completar a formação do grupo de R&B nativo de Houston, o Destiny's Child. Depois de assinarem contrato com a Elektra Records e serem liberadas de tal contrato, sem lançar nada, o grupo acabou nas mãos da Columbia Records em 1997, mas não sem antes assinarem contrato com Mathew Knowles, tornando-o empresário oficial do grupo. Mathew Knowles (empresário e pai de Beyoncé) forçou as meninas a assinarem um contrato com ele antes de poderem assinar com a gravadora. A mãe de LeToya, Pamela, pediu para os contratos serem revisados por um advogado, mas Knowles recusou-se a atender o pedido. Porém, LeToya acabou assinando com ele e juntando-se ao grupo. Depois de estourarem na cena local das casas noturnas de Houston, o grupo passou a abrir shows de artistas como Dru Hill, SWV e Immature, e lançarem seu álbum de estréia homônimo, “Destiny’s Child”, em 1998. O álbum produziu dois singles: “No No No Part II”, com participação de Wyclef Jean, foi responsável pelo primeiro certificado de Platina do grupo, pela venda de 1 milhão de cópias do single, e “With Me”. O grupo integrou a trilha sonora do filme “Why Do Fools Fall In Love” com a música “Get on the Bus”, produzida e contando com participação especial de Timbaland, e depois abriram os shows das turnês “Fanmail Tour”, do TLC e a primeira turnê de Christina Aguilera.
Em 1999, o grupo lançou seu segundo álbum, “The Writing's on the Wall”. O álbum tornou-se um dos álbuns mais vendidos da história dos grupos exclusivamente femininos, alcançando oito vezes o certificado de Platina nos Estados Unidos. O álbum produziu quatro hits: “Bills, Bills, Bills” escrita em maior parte por LeToya, “Bug a Boo”, “Say My Name” também escrita por LeToya e “Jumpin', Jumpin'”. Na segunda metade de 1999, no meio do crescente sucesso do grupo, Luckett e Roberson mandaram uma carta para seu empresário pedindo desligamento do mesmo e requisitando empresariado separado para elas devido à crescente falta de comunicação entre elas e Mathew Knowles, empresário do grupo e pai de Beyoncé. A dupla afirmou que nunca quiseram demitir o empresário do grupo, mas simplesmente queriam assegurar que seriam representadas com justiça, já que era evidente o descaso com ambas e a superpromoção de Beyoncé. Logo depois, Luckett e Roberson encontraram-se numa rixa com os Knowles e o grupo que elas ajudaram a montar. Quando o videoclipe de “Say My Name” estreou em Fevereiro de 2000, elas tiveram um choque ao ver que foram substituídas por dois novos membros, Michelle Williams e Farrah Franklin. Luckett e Roberson entraram com um processo legal contra Matthew Knowles, Beyoncé Knowles e Kelly Rowland, acusando-os de quebra de parceria e confiança, e pedindo indenização não especificada. O caso eventualmente foi resolvido com um acordo, e Luckett e Roberson continuam recebendo até hoje royalties de suas contribuições como membros fundadores do grupo. Quando parecia que o drama havia terminado, logo depois do lançamento do CD “This Is The Remix” do Destiny's Child, Luckett e Roberson entraram com outra ação contra o grupo em Março de 2002. Elas afirmavam que a música “Survivor”, single que dá nome ao álbum anterior a esse e que foi lançada como remix para o projeto da época, quebrava o acordo feito anteriormente devido à letra da música, que elas acreditavam fazer referência à separação. Após um tempo, elas retiraram os nomes de Beyoncé e Kelly do processo mas mantiveram com o nome de Matthew no mesmo.

### Vida após Destiny’s Child: Anjel
Após muitos meses de especulação na mídia, Luckett e Roberson anunciaram pelo website do MTV News que haviam criado um novo grupo chamado "Anjel". Depois de várias audições, Naty Quinones e Tiffany Beaudoin foram selecionadas como membros. O grupo gravou uma demo com vinte e duas músicas em Atlanta, Geórgia, com a ajuda do grupo de R&B Jagged Edge. Porém, o selo do grupo, 581 Entertainment, responsável por lançar Anjel, fechou as portas, e todos os membros do Anjel passaram a buscar projetos solo. A maior parte das músicas gravadas como grupo vazou para a internet

### 2001-2006: estréia Solo, LeToya
Depois que o projeto Anjel foi por água abaixo, Luckett filiou-se a Noontime, um selo de produção e gerência de artistas, sediado em Atlanta. Com a Noontime, ela gravou uma demo de cinco músicas e eventualmente assinou contrato com a Capitol Records em 2003. Logo depois, ela passou a trabalhar em seu álbum de estréia solo. O primeiro single promocional, “U Got What I Need”, foi lançado em 2004, e no ano seguinte “All Eyes On Me” com colaboração de Paul Wall seguiu. Ela faz uma participação na música “My Promise” no álbum “It’s Already Written” do seu ex-parceiro de gravadora, o cantor Houston; na trilha sonora do filme Coach Carter com a música “What Love Can Do”; e no álbum “Already Platinum” do rapper Slim Thug na música “This Is My Life”. Slim Thug era namorado de LeToya na época, o relacionamento durou, entre indas e vindas, três anos.
Nos meses que se seguiram, várias novas músicas gravadas por LeToya brotaram na internet, em mixtapes e até mesmo em rádios locais dos Estados Unidos e da Europa. No fim do ano, a Capitol Records lançou a mixtape “What It Do!”. A “mestre-de-cerimônias” da mixtape era LeToya, e ela foi mixada pela DJ Brandi Garcia, DJ de uma rádio de Houston e amiga da cantora. Na mixtape, estavam incluídas algumas músicas do álbum de estreia que estava por vir, freestyles, e algumas de suas músicas favoritas de artistas do cenário hip-hop de Houston
O álbum de estreia homônimo, “LeToya”, foi lançado em Julho de 2006 e estreou em n.º um nas paradas de álbuns Hot 200 e Top R&B/Hip-Hop Albums da Billboard, superando a compilação “Now That’s What I Call Music!” e a também estreia solo do produtor e rapper Pharrell Williams. O álbum recebeu o Disco de Ouro em um mês e em Dezembro de 2006, recebeu o certificado de Disco de Platina. Beyoncé e seu pai tentaram afetar o lançamento do álbum de LeToya, fazendo um pré-lançamento do álbum B'Day na internet, a jogada não deu certo, e o CD de LeToya atingiu o primeiro lugar na parada da Billboard. Para compensar, no ano seguinte Beyoncé lançou a versão Deluxe, fazendo com que as vendas superassem o álbum de LeToya. LeToya é a única membro do Destiny's Child além de Beyoncé a alcançar o topo da Billboard 200 e obter certificado de Platina nos Estados Unidos.
Devido ao fato da LeToya estar sendo lançada no mercado como “The H-Town Chick”, o álbum continha produções de R&B fortemente inspiradas no Hip-Hop. Dentre os produtores do álbum, temos Jermaine Dupri, Scott Storch, Teddy Bishop e B. Cox, e fazem participações especiais Slim Thug, Mike Jones, Paul Wall e Bun B, “All Eyes On Me” havia sido escolhida como primeira música de trabalho oficial de “LeToya”, mas a cantora optou por “Torn”. Ela disse que teve que “nadar contra a maré” para convencer a lançar a faixa como single, porém mais tarde isso se mostrou uma ótima ideia. A balada (produzida por Teddy Bishop é uma das músicas favoritas de LeToya no álbum) foi lançado em Março de 2006 e tornou-se um hit nas paradas de R&B. A canção escalou as paradas da Billboard, alcançando a posição n.º 2 na parada Hot R&B/Hip-Hop Songs e chegou ao n.º 1 nas rádios Urban. O videoclipe do single tornou-se o “vídeo oficial do verão” no programa 106 & Park do BET (Black Entertainment Television, canal de TV dos Estados Unidos voltado para o público negro) após passar vinte e quatro dias seguidos como o vídeo mais pedido do dia, um recorde, tornando LeToya a primeira artista desde 2003 (e tratando-se apenas de artistas femininas, a primeira desde Aaliyah em 2001) a conseguir tal feito. O vídeo eventualmente foi “aposentado” do programa na posição n.º 2.
Embora “Torn” ainda estivesse recebendo várias execuções no rádio e na TV, o seu segundo single, “She Don’t”, foi lançado para as rádios e o videoclipe, contando com a participação de seu ex-namorado, Slim Thug, estreou no programa Access Granted do BET em Julho de 2006. A música obteve sucesso moderado, alcançando a posição dezessete nas paradas Hot R&B/Hip-Hop da Billboard. Em Novembro de 2006, “Obvious” foi escolhido como terceira música de trabalho do álbum. De acordo com a Billboard, a música tinha 94% de chance de ser um grande hit, mas devido a fusão das gravadoras Capitol e Virgin, todo o dinheiro da gravadora estava congelado, impossibilitando o marketing, portanto o single acabou não sendo oficialmente lançado.
No fim de 2006, “Torn” foi nomeado como o quarto melhor clipe do ano no programa Notorized do BET, que monta o ranking dos 100 melhores clipes do ano. “She Don’t” alcançou a posição 74. LeToya também foi nomeada pela AOL como “Um Dos Melhores Artistas Estreantes de 2006”. A revista Rap-Up a colocou em n.º 2 num Top 5 semelhante. LeToya também recebou várias indicações a prêmios como o Soul Train Music Awards, NAACP Awards e o Nickelodeon Kids' Choice Awards.

### Promoção e turnê
O canal BET teve grande parte na exposição de LeToya, mostrando seu trabalho não só nos shows 106 & Park, The Center, The Black Carpet, entre outros, como também com um mini reality-show dividido em três partes chamado “The H-Town Chick”, que foi transmitido de Maio a Julho de 2006. A mini-série documentou as experiências vividas por LeToya durante sua turnê promocional e reflexões sobre sua vida após a saída do Destiny's Child. O BET também foi responsável por um concurso que daria aos fãs a oportunidade de decidir o final do videoclipe de “Torn”. A empresa de telefonia celular Cingular organizou um concurso de Dublagem que premiaria aqueles que melhor dublassem a música “Torn” num vídeo online.
Além de uma turnê pelas rádios do país, apresentações em casas noturnas, uma pequena turnê pela Europa e Ásia, LeToya foi convidada a participar das turnês "Pantene Total You Tour 2006" e "Cingular Live in Concert Series". Também foi pessoalmente convidada por Mary J. Blige para abrir seus shows da turnê “The Breakthrough Experience Tour”	

### 2007-2013: Lady Love
Em Março de 2007, LeToya apresentou o 21º Annual Soul Train Music Awards com Omarion e assinou um contrato de publicação de sua obra musical com a Warner-Chappell em Abril de 2007. Ela tem se mantido ocupada compondo e gravando para seu segundo álbum de estúdio, cujo lançamento está planejado para Fevereiro de 2008. Alguns dos produtores que estão trabalhando com ela no álbum são Teddy Bishop, Walter Milsap, B. Cox, Dr. Dre, Rodney “Darkchild” Jerkins e Babyface. Em 13 de Julho de 2007, ela disse numa entrevista para o website Salinas que seu álbum teria uma influência dos anos 80.
Em julho de 2009, ao um concerto para Mary J. Blige, Luckett anunciou que seu próximo álbum ia ser chamado Lady Love, ela então introduziu e apresento duas músicas novas: "Lady Love" e "Don't Let Me Get Away" . Em 10 de Dezembro ,"Swagger", que tem colaborações dos rappers Slim Thug , Killa Kyleon e Bun B vazou na Internet. Em 2008, Luckett fez participação no single de Webbie "I Miss You", que obteve um sucesso moderado. O segundo álbum solo de Luckett foi lançado em 25 de agosto de 2009. A produção de Lady Love começou originalmente em 2007, com um lançamento programado várias vezes em 2008. No entanto, esta foi adiada devido à falta de financiamento relacionados com a Capitol Records e Virgin Records (fusão que tinha afetado antes do lançamento de seu terceiro single "Obvious") no início de 2009. A data de lançamento de Lady Love foi anunciado para ser 19 de maio de 2009, em seguida, empurrou a 16 de Junho, e, finalmente definido para 24 de agosto de 2009 . Em meio a grande expectativa para o lançamento do álbum, Luckett lançou uma amostra de cinco faixas em 19 de maio de 2009. A amostra apresenta o primeiro single " Not Anymore " e 1 minuto e 30 segundos trechos de "Regret", "She Ain't Got... (Swing Batta, Batta)","Lady Love" e "Matter". O álbum foi lançado em CD e Download Digital em 25 de agosto de 2009, em US e no mundo um dia antes. Uma versão explícita do álbum (que carrega um rótulo Parental Advisory) também foi disponibilizado. Para comemorar o lançamento do álbum, LeToya organizou uma festa álbum de liberação em Cain em Nova Iorque em 27 de agosto de 2009. "Not Anymore", o primeiro single, foi produzido por Bei Maejor e co-produzido e escrito por Ne-Yo. Lançado em fevereiro de 2009, se tornou a música mais adicionada nas rádios urbano, estreando na posição 98 nos EUA Billboard Hot R&B/Hip-Hop antes chegando ao n.º 18 e só falta os US Billboard Hot 100 de singles gráfico, chegando ao n.º 107. Um vídeo da música para o single foi filmado em 13 de fevereiro de 2009. Dirigido por Bryan Barber, o vídeo da música é definido na década de 1960 e é dividido em 3 seções - 1961, 1964 e 1968. os sets, figurinos e adereços mudam nesse sentido em cada seção para mostrar as tendências, modas e estilos daqueles anos específicos.
O vídeo foi lançado em 10 de março de 2009, e alcançou a posição n.º 3 no 106 & Park contagem regressiva de vídeo. "She Ain't Got... (Swing Batta, Batta)", o segundo single, foi produzido por Cory negrito e escrito por LeToya, Andre Merritt, álbum de Chris Brown e Bold. Escolhido por fãs,  tornou-se o primeiro single de LeToya a possuir um rótulo Parental Advisory, embora uma versão "limpa" também foi lançado. Ela se tornou a música mais adicionada no rádio rítmica, chegando, assim, no n.º 39 na Billboard Rhythmic Top 40 Charts, enquanto chegando ao n.º 75 na Billboard 100 Airplay Pop Charts e n.º 20 no Billboard Hot Dance Club Charts. No entanto, o single foi mais bem sucedido no Japão , onde alcançou a posição n.º 49 no Japão Hot 100 Charts. Um vídeo da música, dirigido por Bryan Barber foi filmado em 3 de Junho de 2009 e estreou no Yahoo Music em 30 de junho de 2009, apresentando Star Guest, jogadores da major League Baseball Orlando Hudson e Matt Kemp dos Los Angeles Dodgers, bem como o Baseball Hall of membro Fame Dave Winfield . " Regret ", com o rapper Ludacris , foi produzido por Tank e Jerry "Texx" Franklin e escrito por Tank, LeToya, Franklin, K. Stephens, J. Valentine, R. Newt e C. Bridges. Lançado como o terceiro single - com base apenas em transferências e airplay - "Regret" alcançou a posição n.º 8  sobre os EUA Billboard Hot R&B/Hip-Hop Charts e estreou no n.º 100 na Billboard Hot 100 Charts, tornando-se seu primeiro single (desde a sua estreia com "Torn") a entrar os EUA Hot 100 Charts, chegando ao n.º 78. Ele também chegou ao n.º 42 na Billboard Radio Songs Charts e foi listada no n.º 6 na lista da AOL Music ' "Top R&B Songs de 2009". O vídeo da música "Regret" estreou no BET's 106 & Park em 11 de novembro de 2009, antes de ser classificado no n.º 23 em BET e autenticada. Foi um dos Top 100 videos de 2009 da contagem regressiva. " Good To Me ", produzido pelo Tank e Jerry "Texx" Franklin e escrito por Tank, Franklin, K. Stephens, R. Newt e J. Valentine, foi lançado como o quarto e último single do álbum. Embora a canção falhou nos charts, um vídeo musical dirigido por maquiador AJ Crimson and co-estrelado pelo modelo e ator Keston Karter foi lançado em 11 de fevereiro de 2010.

### 2014-presente: Back 2 Life
Em Janeiro de 2014, Luckett anunciou que o título de seu terceiro álbum de estúdio iria se chamar "Until Then" no programa The Wendy Williams Show, com liberação planejada pra 2016.
Em 11 de fevereiro, 2014, Luckett lançou o primeiro single promocional "Don't Make Me Wait". Uma versão remix com o rapper T.I. foi lançado em 10 de março de 2015. Em 5 de janeiro de 2015, Luckett liberou uma faixa não-álbum intitulada "I'm Ready" em seu canal do YouTube. Em 16 de janeiro de 2015, Luckett lançou "Together", inspirado pelo fim da violência ilegal de armas nos Estados Unidos em recente parceria com a Fundação Caliber.
Em 7 de dezembro de 2016, Luckett lançou o single  "Back 2 Life" com um vídeo lançado em 10 de janeiro de 2017.

## Discografia

### Colaborações
LeToya fez participações em várias músicas de outros artistas, incluindo "Without You" e "Love Rollercoaster" do rapper Mims, "You on You" com o rapper Propain, "I Miss You", com o rapper Webbie, "All a Dream" com o rapper Bun B, "When I Had The Chance" com o instrumentista [[Boney James, "Bonnie & Clyde" com Mike Jones, "Diddy Rock (Remix) com Diddy, "Almost Made Ya" com a dupla Ali & Gipp. O Cantor de R&B Jon B. disse que gostaria de trabalhar com LeToya em seu próximo álbum.

### Álbuns
Álbuns de estúdio
| Ano  | Detalhes do Álbum                                                                                               | Melhores posições | Melhores posições | Vendas        | Certificações |
| Ano  | Detalhes do Álbum                                                                                               | EUA               | EUA R&B           | Vendas        | Certificações |
| ---- | --- | ----------------- | ----------------- | ------------- | ------------- |
| 2006 | LeToya - Lançamento: 25 de julho de 2006 - Formato(s): CD, download Digital - Gravadora(s): Capitol Records     | 1                 | 1                 | - : 1.000.000 | - : Platina   |
| 2009 | Lady Love - Lançamento: 25 de agosto de 2009 - Formato(s): CD, download Digital - Gravadora(s): Capitol Records | 12                | 1                 | - : 132.000   |               |
| 2017 | Back 2 Life - Lançamento: 12 de maio de 2017 - Formato(s): CD, download Digital - Gravadora(s): eOne            | 91                | 14                | - : 6.500     |               |

### Singles
- 2004: "U Got What I Need"
- 2005: "All Eyes on Me" (com Paul Wall)
- 2006: "Torn"
- 2006: "She Don't"
- 2006: "Obvious"
- 2007: "Almost Made Ya" (com Ali & Gipp)
- 2007: "Diddy Rock (Remix)" (com Diddy)
- 2009: "Not Anymore"
- 2009: "She Ain't Got... (Swing Batta, Batta)"
- 2009: "Regret" (com Ludacris)
- 2009: "Good To Me"
- 2016: "Back 2 Life"
- 2017: "Used To"
- 2017: "In The Name Of Love"

## Característica Musical

### A Voz
LeToya Luckett é tida como Soprano Lirico Colatura.
Nota mais alta: A6 nota mais Baixa: F3
Alcance Vocal: 3,2 oitavas (F3-A6)

## Prêmios e indicações
1998
- Soul Train Lady of Soul Awards
  - Best R&B/Soul Single, Group, Band or Duo: "No, No, No"
  - Best R&B/Soul or Rap New Artist: "No, No, No"
  - Best R&B/Soul Album of the Year: "Destiny's Child"

2000
- Artist Direct Awards
  - Favorite Group: Urban/Hip-Hop: "The Writing's on the Wall"
- Billboard Music Awards
  - Top Pop Artist: "The Writing's on the Wall"
  - Top Pop Artist - Duo/Group: "The Writing's on the Wall"
  - Top Hot 100 Artist: "The Writing's on the Wall"
  - Top Hot 100 Artist-Duo/Group: "The Writing's on the Wall"
  - Top Hot Dance Maxi-Single Sales Artist: "The Writing's on the Wall"
  - Top Hot Dance Maxi-Single Sales Artist-Duo/Group: "The Writing's on the Wall"
- Grammy Awards
  - Best R&B Performance by a Duo or Group with Vocals: "Bills Bills Bills" (Indicação)
  - Best R&B Song: "Bills Bills Bills" (Indicação)
- MTV Video Music Awards
  - Best R&B Video: "Say My Name"
- NAACP Image Awards
  - Outstanding Duo or Group: "The Writing's on the Wall"
- Soul Train Lady of Soul Awards
  - Best R&B/Soul Single, Group, Band or Duo: "Say My Name"
  - Best R&B/Soul Album of the Year: "The Writing's on the Wall"

2001
- BMI Pop Awards
  - Most Performed Song of the Year: "Bills, Bills, Bills"
  - Most Performed Song of the Year by Duo or Group: "Say My Name"
- Grammy Awards
  - Record of the Year: "Say My Name" (Indicação)
  - Song of the Year: "Say My Name" (Indicação)
  - Best R&B Song: "Say My Name"
  - Best R&B Vocal by Duo or Group: "Say My Name"

2006
- Celebrities' Choice Award
  - Best Music Video: "Torn" (Indicação)
- Groovevolt Music Awards
  - Best R&B Female Performance: "Torn"
- NAACP Image Awards
  - Outstanding New Artist (Indicação)
- Teen Choice Awards
  - Female Artist Breakout (Indicação)

2007
- ASCAP's Rhythm & Soul Awards
  - Top Songwriter or Publisher
  - Top Song: "Torn"
- Soul Train Lady of Soul Awards
  - Best R&B/Soul Single, Female: "Torn" (Indicação)
- Urban Music Awards
  - Best Music Video: "Torn"

#### 2015
- Black Reel Award
  - Outstanding Actor, TV Movie or Mini-Series:  Seasons of Love (Indicação)

## Publicidades

### "Lady L Boutique"
Em 2003, LeToya abriu uma boutique bem-sucedida no shopping center de Uptown Park em Houston, Texas, chamada Lady L Boutique. A loja é uma boutique de luxo para mulheres, comercializando marcas como Sky, Ed Hardy, Joe Jean’s, e até mesmo a grife de Beyoncé, House of Déreon, durante algum tempo. Faz mais de cinco anos que a loja está funcionando, e existem rumores de que uma segunda loja será aberta em Houston, Miami ou Atlanta. LeToya disse recentemente em sua página oficial no MySpace que está pensando em iniciar sua própria grife de roupas.

### Filantropia
Após o lançamento de seu primeiro álbum solo, Luckett se envolveu na atividade filantrópica. Ela participou de vários eventos como a "Women in Entertainment Empowerment Summit". Ela também fazia parte da turnê nacional da Rede de Ação da Cúpula Hip-Hop. Para obter dinheiro para uma Cúpula de Empoderamento Financeiro. Ela visita as escolas para motivar e encorajar as crianças a estudar e promover a educação após a formatura. Ela também fala sobre o tema da violência e do abuso doméstico.

## Carreira de Atriz
O primeiro papel de Luckett na televisão foi no Smart Guy em 1998 com Destiny's Child.
Ela também teve uma aparição no filme Beverly Hood em 1999.
Luckett foi a estrela do filme A Filha do Pastor, que foi lançado em janeiro de 2010.
Ela apareceu no filme Killers (filme), lançado em 4 de junho de 2010, com Ashton Kutcher, Katherine Heigl, Tom Selleck e Usher.
Luckett participou do filme From the Rough junto com Taraji P. Henson e Tom Felton.
Em 2013, Luckett conseguiu um papel recorrente na série de televisão Single Ladies da VH1.

### Filmografia

#### Séries
| Ano         | Título                                                  | Papel           | Notas                                            |
| ----------- | ------------------------------------------------------- | --------------- | ------------------------------------------------ |
| 1998        | Smart Guy                                               | Ela mesma       | (temporada 3, episódio 10)                       |
| 2011 — 2012 | Treme                                                   | Alison Myers    | (temporada 2–3, recorrente, 9 episódios)         |
| 2012 — 2013 | For Richer or Poorer                                    | Kya Wilson      | (6 episódios)                                    |
| 2013        | Second Generation Wayans                                | Rochelle        | (temporada 1, recorrente) (3 episódios)          |
| 2013        | Regular Show                                            | Jennifer        | (Voz, Atriz convidada) (temporada 5, Eps. 13–14) |
| 2014 — 2015 | Single Ladies                                           | Felicia Price   | (temporada 3 - 4, regular-principal)             |
| 2015        | Ballers                                                 | Tina            | (temporada 1, recorrente)                        |
| 2015        | Truth Be Told                                           | Charlene        | (temporada 1, Atriz convidada)                   |
| 2016        | Here We Go Again                                        | Maddy Walker    | (temporada 1, regular-principal)                 |
| 2016        | Real Husbands of Hollywood                              | Ela mesma       | (temporada 5, Ep. 3, Atriz convidada)            |
| 2016 — 2017 | Rosewood                                                | Tawnya          | (temporada 2, Atriz convidada) (7 episódes)      |
| 2017        | Greenleaf                                               | Rochelle        | (temporada 2, recorrente) (5 episódios)          |
| 2018        | Unsolved: The Murders of Tupac and the Notorious B.I.G. | Sharitha Golden | (temporada 1, Atriz convidada)                   |

#### Cinema
| † | Indica filmes que ainda não foram lançados |

| Ano  | Título                     | Papel                           | Notas                |
| ---- | -------------------------- | ------------------------------- | -------------------- |
| 1999 | Beverly Hood               | Garota # 3                      | Pequena participação |
| 2010 | Preacher's Kid             | Angie King                      | Atriz Principal      |
| 2010 | Killers (filme)            | Amanda                          | Coadjuvante          |
| 2012 | For Richer or Poorer       | Kya Wilson                      | Coadjuvante          |
| 2012 | Note to Self               | Paula Whittaker                 | Atriz Principal      |
| 2014 | From the Rough             | Stacey                          | Coadjuvante          |
| 2014 | Where's the Love?          | Rose                            | Coadjuvante          |
| 2014 | Heavenly Match             | Reverend LaRonda "Ronnie" Mason | Coadjuvante          |
| 2014 | Drumline: A New Beat       | Dr. Nia Phillips                | Coadjuvante          |
| 2014 | Seasons of Love            | Kyla Morris                     | Atriz Principal      |
| 2015 | Love Is a Four-Letter Word | Tandi                           | Coadjuvante          |
| 2016 | Lucky Girl                 | Selena Jackson                  | Atriz Principal      |
| 2016 | Addicted to You            | Indigo Brown                    | Atriz Principal      |
| 2017 | Until We Meet Again        | Tiffany                         | Coadjuvante          |
| 2018 | Down For Whatever          | Tracy                           | Atriz Principal      |
| 2018 | Dionne                     | Dionne Warwick                  | Atriz Principal      |